# Agabus dytiscoides
Agabus dytiscoides es una especie de escarabajo del género Agabus, familia Dytiscidae. Fue descrita científicamente por Régimbart en 1908.

## Distribución geográfica
Habita en África.